# Jay Anson
Jay Anson (New York, 4 novembre 1921 – Palo Alto, 12 marzo 1980) è stato uno scrittore e documentarista statunitense.

## Biografia
Autore di diversi documentari e scrittore, il suo libro di maggiore successo fu Orrore ad Amityville, libro che descriveva i fatti accaduti nel 1976 ai coniugi George e Kathy Lutz, nella loro casa, forse maledetta, ad Amityville. Pubblicato nell'autunno del 1977 ha venduto nel mondo 10 milioni di copie. Ne è stato liberamente tratto il film Amityville Horror del 1979, nonché l'omonimo remake del 2005.
Jay Anson è morto di infarto all'età di 59 anni.

## Scritti
- Orrore ad Amityville (The Amityville Horror) (1977)
- 666 (666) (1980)

## Filmografia

### Documentari
- Operation Dirty Dozen (1967)
- Location: Far from the Madding Crowd (1967)
- Vienna: The Years Remembered (1968)
- The Moviemakers (1968)
- 'Bullitt': Steve McQueen's Commitment to Reality (1968)
- The Moviemakers (1969)
- The Moviemakers (1971)
- Klute in New York: A Background for Suspense (1971)
- The Saga of Jeremiah Johnson (1972)
- The Dangerous World of 'Deliverance' (1972)
- The Moviemakers (1973)
- Martin Scorsese: Back on the Block (1973)
- The Hero Cop: Yesterday and Today (1973)
- Urban Living: Funny and Formidable (1975)
- Logan's Run: A Look Into the 23rd Century (1976)
- Harry Callahan/Clint Eastwood: Something Special in Films (1976)
- Eastwood in Action (1976)